# 細川機業
細川機業株式会社（ほそかわきぎょう）は、富山県中新川郡上市町に所在する、合成繊維、天然繊維による織物の製造、精練加工を主とする企業である。

## 概要
1891年6月に富山県最初の輸出羽二重業である『細川機業場』が第十二代細川庄左ヱ門によって創業された。富山県下の羽二重の生産額の60%を占めていた1907年には一旦合名会社の『細川機業』となるが、1911年に同社解散に伴い『細川機業場』に戻された。戦後の1948年6月に法人化されて『細川機業株式会社』となった。
2020年現在は上市町正印の本社工場（1963年10月に音杉工場として設置、1974年に旧上市工場の機能を集約）のみであるが、かつては上市工場、寺田工場（1936年設置）も存在していた。旧上市工場の跡地は北陸銀行や富山第一銀行の上市支店となっている。
2018年には和紙布のファクトリーブランド「ORIGAMIX」（オリガミクス）を立ち上げ、和紙布を使った日本初の市販ジューズ『スリッポン』を製造した。和紙布にはOJO⁺製の「かみのいと」が使用されている。

## 主な製造品
婦人衣料向けの織物を主としているが、この他にも産業資材、土木資材用の炭素繊維織物、和紙布やそれを使用したスニーカー素材（ORIGAMIX）、食品包装資材（ティーバッグ用の食品フィルター織物など）、カーボンファイバー織物（高速道路の床盤、鉄筋コンクリート脚柱の補強、自転車のフレーム、テニスのラケットに使用）、アラミド繊維織物（盾、防弾チョッキ、ヘルメットに使用）など、幅広い製品の製造が行われている。

## 余談
1969年5月25日には、昭和天皇および香淳皇后が音杉工場へ行幸啓されている。